# Ondartet katarrfeber
 Ondartet katarrfeber , eng.  malignant catarrhal fever  (MCF), specielt  bovine malignant catarrhal fever  (BMCF) eller på afrikaans  snotsiekte , er en dødelig lymfoproliferativ sygdom forårsaget af en gruppe gammaherpesvirus, der er specifikke for drøvtyggere, bl.a. Alcelaphin gammaherpesvirus 1 (AlHV-1) og Ovin gammaherpesvirus 2 (OvHV-2). Disse virus forårsager usynlige infektioner i deres reservoirværter - f.eks. OvHV-2 i får og AlHV-1 i gnuer - men er normalt dødelige hos kvæg og andre hovdyr såsom hjorte, antiloper og bøfler.
Ondartet katarrfeber blev første gang observeret i Schweiz i 1877. I 1923 blev den identificeret som en virussygdom.

## Udbredelse
Sygdommen optræder på verdensplan og rammer hovedsageligt kvæg, men bøfler, geder, gemser, stenbukke, elge, rensdyr og giraffer er også modtagelige.
Ondartet katarrfeber bliver et problem, hvor reservoir og modtagelige dyr lever side om side, som f.eks. med hjorte (elge, rådyr, hjorte, rensdyr), kvæg og svin i Norge og i pastorale besætninger i det østlige og sydlige Afrika, Bali-kvæg i Indonesien og bison i USA.

## Virusreservoirer
Kendte virusreservoirer er gnuerne i Afrika og fårene i Europa som klinisk usynligt inficerede, virusudskillende hoved- eller primærværter.

## Vaccination
Vaccinationstiltag for truede besætninger har stort set været virkningsløse på grund af smitten fra reservoire-dyrene.